# Маргерита Малатеста
Маргерита Малатеста (на италиански: Margherita Malatesta; * 1370; † 28 февруари 1399, Мантуа) е италианска благородничка от род Малатеста, от Римини и чрез брак господарка на Мантуа (1396 – 1399 г.).

## Произход
Тя е дъщеря на Галеото I Малатеста (* 1299, † 1385), кондотиер, господар на Римини (1372 – 1385), Пезаро (1372), Фано, Чезена (1376), Асколи Пичено и Фосомброне, и на втората му съпруга Елизабета да Варано. Има четири братя и три сестри:
- Карло I (* 1368, † 1429), кондотиер, от 1385 господар на Римини, Фано, Чезена и Фосомброне, съпруг на Елизабета Гонзага

- Томаза, съпруга на Джакомо Пеполи, съгосподар на Болоня от 1347
- Джентиле († ок. 1450), господарка на Фаенца като съпруга на Джангалеацо Манфреди
- Ренгарда († 1434), херцогиня на Урбино като съпруга на Гуидантонио да Монтефелтро
- Андреа, нар. Малатеста (* 1373, † 1416), кондотиер, господар на Чезена, съпруг на Ренгарда Алидозио, на Лукреция Орделафи и на Полисена Сансеверино ди Веноза
- Николо
- Галеото Новело, нар Белфиоре (* 1377; † 1400), кондотиер, господар на Червия, съпруг на Анна Да Монтефелтро
- Пандолфо III Велики (1370, † 1427), кондотиер, господар на Фано, съпруг на Паола Бианка Малатеста, на Антония да Варано и на Маргерита Гуиди ди Попи

Има и трима полубратя и две полусестри от извънбрачни връзки на баща си.

## Биография
Маргерита се омъжва през 1393 г. за Франческо I Гонзага, капитан на народа на Мантуа, син на Джанфранческо I Гондзага и на съпругата му Алда д’Есте. Тя е втората му съпруга. Той е вдовец от Аниезе Висконти, дъщеря на Бернабо Висконти, която е екзекутирана през 1391 г., понеже е обвинена в измяна.
Умира през 1399 г. на около 29-годишна възраст и е погребана в църквата „Сан Франческо“ в Мантуа – мавзолеят на Гонзага.

## Брак и потомство
∞ 1393 за Франческо I Гондзага (* 1366, Мантуа; † 8 март 1407), капитан на народа на Мантуа и кондотиер, от когото има един син и една дъщеря:
- Джанфранческо I Гонзага (* 1 юни 1395; † 25 септември 1444, Мантуа), 5-и капитан на народа на Мантуа (1407 – 1433), 1-ви маркграф на Мантуа (1433 – 1444), ∞ 1409 за Паола Малатеста († 1449), дъщеря на кондотиера Малатеста IV Малатеста, господар на Пезаро, Фосомброне, Тоди, Нарни, Йези, Градара, Орте и Акуаспарта, и на съпругата му Елизабета да Варано, от която има пет сина и четири дъщери.
- Сузана Гонзага († млада)

- Портрет на Франческо I Гондзага от неизвестен худ. от XIV век
- Джанфранческо I, син